# Una mujer fuera de la ley
Una mujer fuera de la ley (非常線の女 Hijōsen no Onna?), también conocida como Mujeres y golfos, es una película japonesa de gánsteres de 1933 dirigida por Yasujirō Ozu. Escrita por Tadao Ikeda, la película cuenta la historia de un gánster y su novia que encuentran la redención a través de las acciones de una niña inocente y su hermano no tan inocente.
La película fue presentada en varios lugares de Escocia en 2014, como parte del Festival de Hipódromo de Silent Cinema, con acompañamiento musical en vivo de Jane Gardner (piano), Roddy Long (violín) y Hazel Morrison (percusión). Esta nueva partitura también fue compuesta por Jane Gardner.

## Sinopsis
Tokiko (Kinuyo Tanaka) es una mecanógrafa y la novia de un pequeño gánster, Joji (Joji Oka). Un estudiante, Hiroshi (Kōji Mitsui), se une a la pandilla. Cuando Joji comienza a caer rendido a los pies de la hermana de Hiroshi, Kazuko (Sumiko Mizukubo), Tokiko decide asustar a su rival. Sin embargo, Tokiko toma un gusto a Kazuko y decide cambiar. Joji abandona a Tokiko, pero pronto regresa y lo convence de que abandone su vida de crimen.
Mientras tanto, Hiroshi ha robado dinero de la tienda donde trabaja su hermana. Joji y Tokiko roban al jefe de Tokiko y le dan el dinero a Hiroshi para que pueda devolver el dinero que robó.
Perseguido por la policía, Tokiko suplica a Joji que se rinda. Cuando se niega, le dispara. Los agentes de policía se acercan mientras la pareja se abraza.

## Vídeo doméstico
El 18 de marzo de 2013, el British Film Institute lanzó la película en el DVD de la Región 2 como parte de la colección The Gangster Films, junto con Walk Cheerfully (1930), That Night's Wife (1930) y el fragmento sobreviviente de A Straightforward Boy (1929).
The Criterion Collection lanzó la película para la Región 1 el 21 de abril de 2015, junto con las obras de Ozu Caminad con optimismo y La mujer de esa noche, como parte de un boxset de DVD a través de su serie de recopilación de clásicos Eclipse.

## Reparto
- Kinuyo Tanaka como Tokiko.
- Joji Oka como Joji.
- Sumiko Mizukubo como Kazuko.
- Hideo Mitsui como Hiroshi.
- Yumeko Aizome como Misako.
- Yoshio Takayama como Senko.
- Koji Kaga como Misawa.
- Yasuo Nanjo como Okazaki, el hijo del presidente.
- Chishū Ryū como un policía.